# Oyama (Tochigi)
Oyama (Japans: 小山市, Oyama-shi) is een stad in de prefectuur Tochigi op het eiland Honshu, Japan. De stad heeft een oppervlakte van 171,61 km² en medio 2008 bijna 163.000 inwoners. Dwars door de stad loopt de rivier Omoigawa.

## Geschiedenis
Op 31 maart 1954 ontstond Oyama met de status van stad (shi) na samenvoeging van de gelijknamige gemeente met het dorp Oya (大谷村, Ōya-mura).
Op 18 april 1963 werden de gemeente Momoda (間々田町, Momoda-machi) en het dorp Mita (美田村, Mita-mura) aan Oyama toegevoegd.
Op 30 september 1965 werd de gemeente Wakinu (美田村, Wakinu-machi) aan Oyama toegevoegd.

## Economie
Een van de grote werkgevers in Oyama is Komatsu, producent van onder andere bulldozers, heftrucks en machines voor mijnbouw.

## Verkeer
Oyama ligt aan de Tohoku Shinkansen, de Utsunomiya-lijn, de Ryōmō-lijn en aan de Mito-lijn van de East Japan Railway Company.
Oyama ligt aan de autowegen 4 en 50.

## Stedenbanden
Oyama heeft een stedenband met
- Lübz, Duitsland
- Cairns, Australië, sinds 15 mei 2006
- Benxi, China, sinds 2004

## Aangrenzende steden
- Tochigi
- Shimotsuke
- Koga
- Yūki
- Chikusei